# جعبه اطلاعات

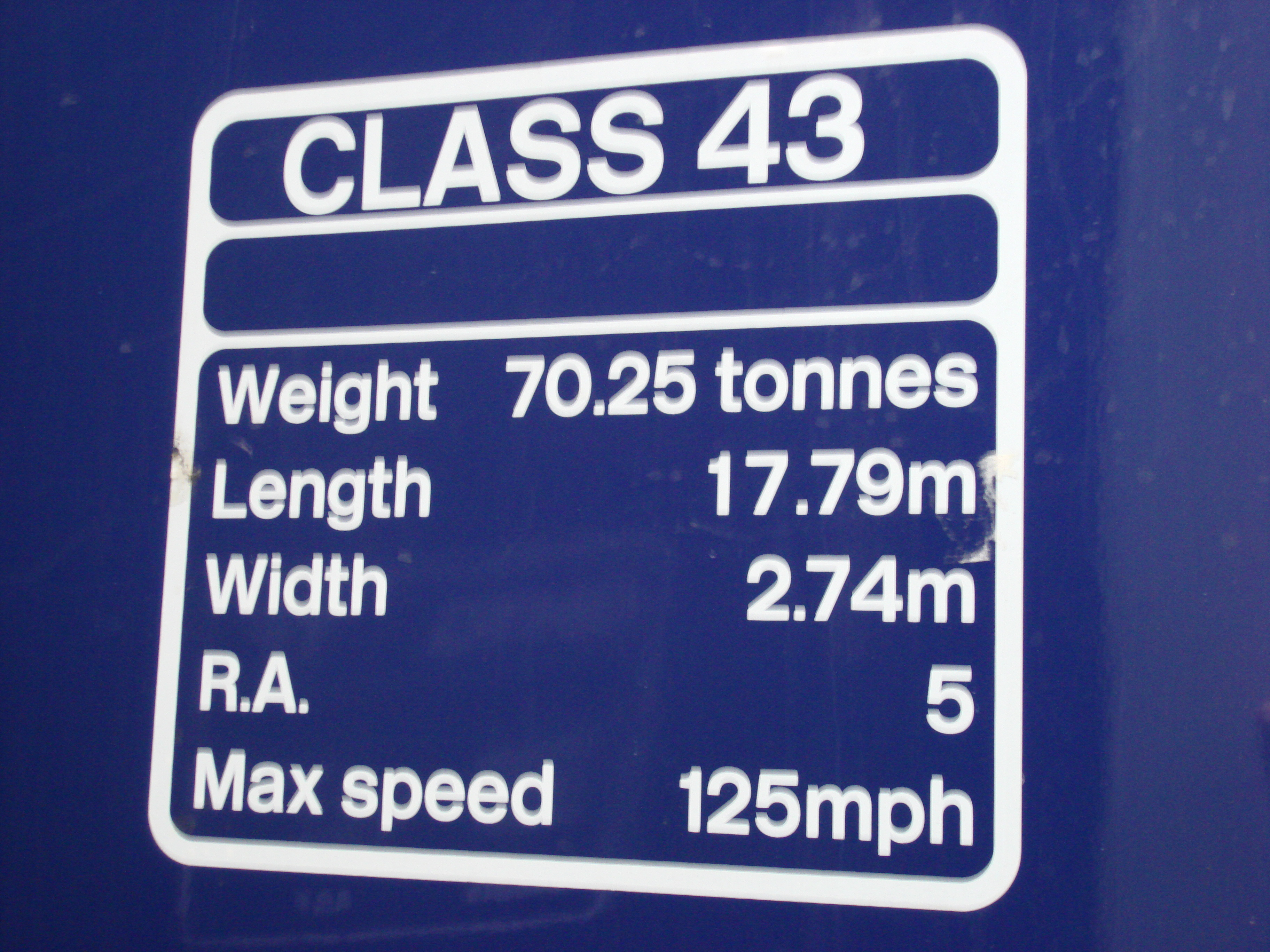
یک جعبه اطلاعات از کلاس British Rail Class 43 43185 توسط First Great Western اداره می‌شود

جعبهٔ اطلاعات یا جعبه اطلاعات (به انگلیسی: Infobox) یک جدول برای جمع‌آوری و نمایش زیرمجموعه‌ای از اطلاعات مرتبط با موضوع آن جعبه اطلاعات (مانند سند یک مقاله)  است. در یک مقاله‌ی ویکی‌پدیا، معمولا جعبه‌های اطلاعاتی برای نمایش در کامپیوتر‌های رومیزی در گوشه‌ی بالا سمت راست (در زبان انگلیسی) و بالا سمت چپ (در زبان فارسی) قرار دارند و در نمایش موبایل در بالا گذاشته می‌شوند.
این سند ساختار یافته شامل که حاوی مجموعه‌ای از جفت‌های ویژگی-مقدار است، که خلاصه‌ای از اطلاعات مربوط به موضوع مقاله را در ویکی‌پدیا نشان می‌دهد. از این جهت مشابه جدول اطلاعات (Data Table)  است. در هنگام ارائه در اسناد بزرگ‌تر، یک جعبه اطلاعات در قالب نوار کنار صفحه نمایش داده می‌شود.
یکی از مزیت‌های ارائه ی مفهوم جعبه‌ی اطلاعات، آن است که می‌توان آن را در سند دیگری تراگنجایش (Transclude) کرد، بعد از این کار با عمل پارمتری کردن (Parameterization) تمام یا بعضی از جفت های ویژگی-مقدار مرتبط با آن جعبه‌ی اطلاعات را معین کرد.

## جعبه‌های اطلاعات در ویکی‌پدیا
در ویکی‌پدیا از جعبه‌های اطلاعاتی برای خلاصه‌سازی اطلاعات یک مقاله استفاده می‌شود. در اصل از یک جعبه‌ی اطلاعاتی برای اهداف صفحه‌بندی استفاده می‌شود، به این معنا که می توان یک جعبه‌ی اطلاعات را، با تعیین مقدار برای بعضی یا همه‌ی پارامترهای آن، در یک مقاله تراگنجایش (Transclude) کرد.
به شکل زیر توجه کنید:
- اسم پارامتر باید با نامی که در الگوی جعبه اطلاعات به کار رفته است یکی باشد.
- مقدارهای متقاوتی می تواند به یک پارامتر منتسب گردد.
- نام از مقدار توسط یک علامت مساوی (=) جدا می شود.
- اسم پارامتر در این صورت می‌تواند به صورت یک ویژگی از موضوع مقاله در نظر گرفته شود.

در ویکی‌پدیا جعبه‌های اطلاعاتی عمل تراگنجانش از طریق قرار دادن نام و جفت‌های ویژگی-مقدار در آکولادها انجام می‌شود. سپس ویکی‌پدیا از نرم افزار MediaWiki استفاده می‌کند و سند را تجزیه می‌کند. از یک نرم افزار پردازشگر الگو برای پردازش جعبه‌های اطلاعات و دیگر الگوها استفاده می‌شود. سپس نرم افزارهای موتور الگو (Template Engine) یک سند وب و برگ سبک نگارش (Style Sheet) را تولید می‌کند، که از آن برای نمایش سند استفاده می‌شود. عملیات بالا باعث می‌شود تا طراحی جعبه اطلاعات از محتوایی که دستکاری می‌کند جدا شود. یعنی طراحی الگو را می‌توان بدون تاثیرگذاری روی اطلاعات موجود در آن به‌روزرسانی کرد، و طراحی جدید به صورت اتوماتیک به همه‌ی مقاله‌هایی که آن را تراگنجایش کرده‌اند منتشر می‌شود. 
| {{Infobox prepared food \| name = \| image = \| imagesize = \| caption = \| alternate_name = \| country = \| region = \| creator = \| course = \| type = \| served = \| main_ingredient = \| variations = \| calories = \| other = }} | {{Infobox prepared food \| name = Crostata \| image = Crostata limone e zenzero 3.jpg \| imagesize = \| caption = Crostata with lemon ginger filling \| alternate_name = \| country = [[Italy]] \| region = [[Lombardia]] \| creator = \| course = [[Dessert]] \| type = [[Tart]] \| served = \| main_ingredient = Pastry crust, [[jam]] or [[ricotta]], fruit \| variations = ''Crostata di frutta'', ''crostata di ricotta'', many other sweet or savoury variations \| calories = \| other = }} |
| Infobox Infobox غذاهای مورد استفاده در مقالات مربوط به غذا ویکی‌پدیا را بدون مقداری مشخص شده برای پارامترهای آن (صفات) تهیه کرد. | همان Infobox همان‌طور که در krostata مقاله اجرا شده‌است. توجه داشته باشید که مقادیر به سمت راست علامت برابر است (=)، و نامهای پارامتر همانند مشخصات در قالب قالب infobox هستند. مقادیر در نشانه wiki قرار دارند: نوشته‌هایی که در محدوده مربع قرار دارند (به عنوان مثال - [[تارت]]) به عنوان یک پیوند به مقاله ویکی‌پدیا مربوط (به عنوان مثال - Tart)، و فایل مربوط به جای نشانه گذاری آن به مقاله منتقل می‌شود.                                                                                        |